# やさとフルーツ号
やさとフルーツ号（やさとフルーツごう）は、関鉄グリーンバスが運行する季節限定の急行バス。

## 概要
つくばセンターから石岡市八郷地区方面への観光を目的とした路線で、2015年から毎年秋季限定の土・日・祝祭日のみ運行される。朝日地区の果樹園、フラワーパーク、やさと温泉を経由する。2016年の秋季からは期間が延長され、2017年1月末まで運行されるようになった。

## 現行路線
2016年時点。特記のない箇所は石岡市内のバス停。上記以外のバス停には停車しない。
- つくばセンター（5番乗り場）（つくば市） - 小町の里・清滝寺入口（土浦市） - （この間、朝日トンネル通過） - 辻いちご団地・朝日里山学校入口 - フラワーパーク前 - 八郷小幡 - やさと温泉 - 上根入口 - 篭田入口 - 柿岡車庫[2]

## 運賃
区間制

## 割引乗車券
車内で1日フリーきっぷが販売されている。フリーきっぷを提示するだけで沿線施設の入場料が割引される特典がある。

## 使用車両
関鉄グリーンバス石岡営業所の一般路線車で運行される。当路線で運行される際には「やさとフルーツ」と書かれた臙脂色のヘッドマークが取り付けられる。方向幕はブドウのイラストに上部にやさとフルーツで、下部につくばセンター（TXつくば駅）または柿岡車庫表記となる。